# Dominair
Dominair, SA era una compagnia aerea regionale con sede a Santiago de los Caballeros, Repubblica Dominicana, che forniva voli per Port-au-Prince, Haiti, fino al 2007. Prima di allora, era una compagnia aerea popolare con voli regolari per San Juan, Porto Rico, servendosi di due de Havilland Canada Dash 8. Dominair è stata chiusa nel 2007 e in precedenza volava solo per Port-au-Prince con una flotta composta da due L-410 Turbolet presi in affitto.

## Flotta
- 2 L-410 Turbolet (affittati da SAP Air)

Precedentemente:
- 1 Martin 4-0-4 (HI-334)
- 2 de Havilland Canada Dash 8 (noleggiato da LIAT)
- 3 de Havilland Canada Dash 8 (gestito da LIAT)